# Micromeria

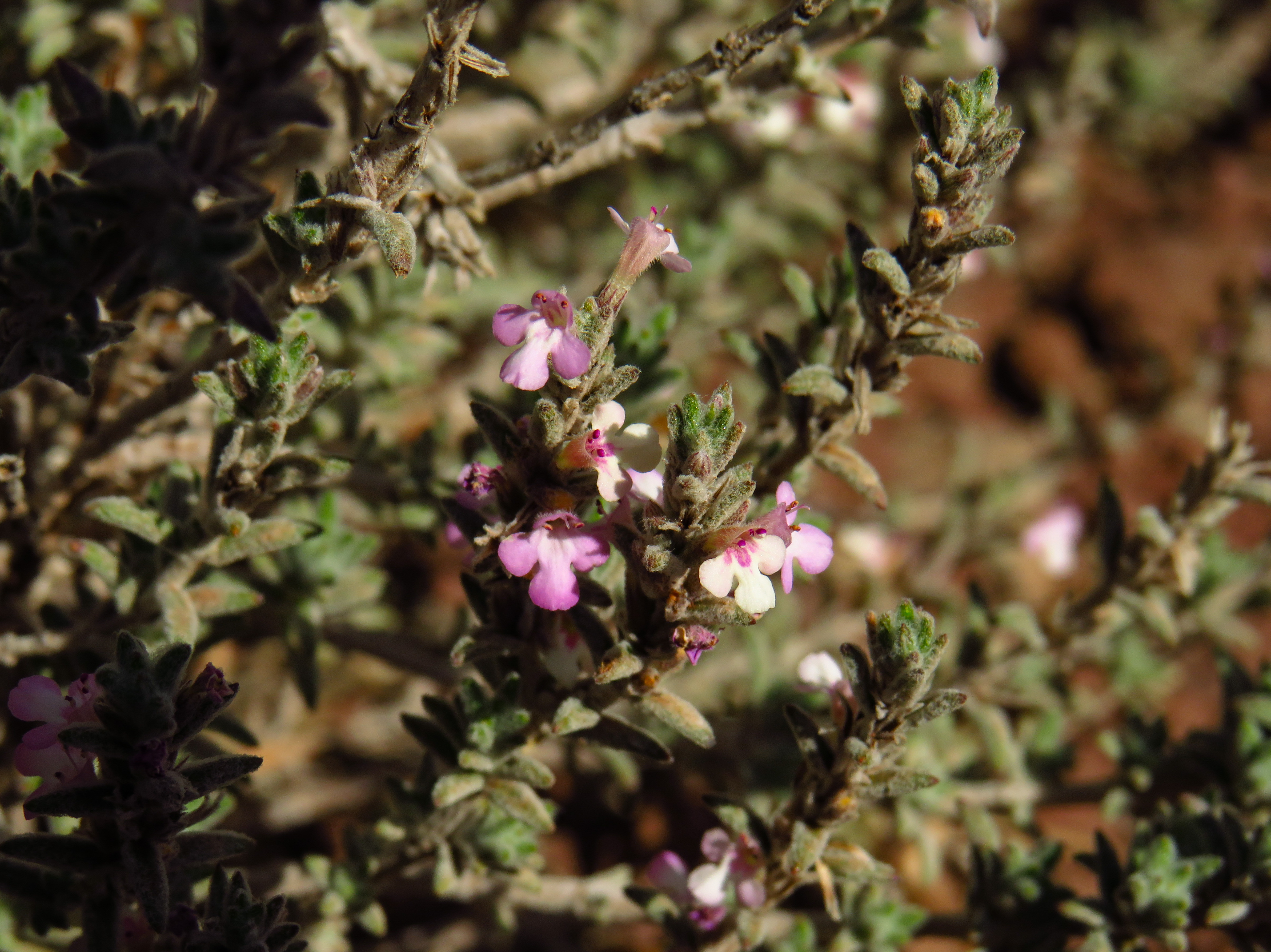
Micromeria canariensis en la isla de Gran Canaria.

Micromeria es un género de plantas de la familia Lamiaceae y que comprende 286 especies de plantas con flores. Es originario de Eurasia, África y América, con un centro de diversificación en el mar Mediterráneo y en las islas Canarias. Las especies de este género han sido a veces incluidas en otro género, el género Satureja.
El término Micromeria proviene de las palabras griegas 
μῑκρος (mīkros, «pequeño») y μερίς (meris, «porción», en referencia a las hojas y flores de estas plantas).

## Especies seleccionadas
- Micromeria abyssinica
- Micromeria acropolitana
- Micromeria afghanica
- Micromeria affinis
- Micromeria albanica
- Micromeria alpestris
- Micromeria alternipilosa
- Micromeria amana
- Micromeria approximata
- Micromeria arganietorum
- Micromeria glomerata[7] (especie endémica de la isla de Tenerife)
- Micromeria graeca
- Micromeria helianthemifolia[7] (especie endémica de la isla de Gran Canaria)

## Taxonomía
El género fue descrito por George Bentham y publicado en Edwards's Botanical Register 15: sub t. 1282. 1829.
Etimología
Micromeria: nombre genérico que deriva las palabras griegas μικρός (micrós) que significa "pequeño" y μερίς (merís) que significa "parte", es decir "constituida por partes pequeñas".
Sinonimia
- Sabbatia Moench, Methodus: 386 (1794).
- Xenopoma Willd., Mag. Neuesten Entdeck. Gesammten Naturk. Ges. Naturf. Freunde Berlin 5: 399 (1811).
- Zygis Desv. in W.Hamilton, Prodr. Pl. Ind. Occid.: 46 (1825).
- Piperella C.Presl, Fl. Sicul.: xxxvii (1826).
- Apozia Willd. ex Steud., Nomencl. Bot., ed. 2, 1: 114 (1840).
- Cuspidocarpus Spenn. in Nees, Gen. Fl. Germ. 2: 18 (1843).
- Micronema Schott, Oesterr. Bot. Wochenbl. 1857: 95 (1857).
- Tendana Rchb.f., Oesterr. Bot. Wochenbl. 7: 160 (1857).[2]